# Szczypce (zoologia)

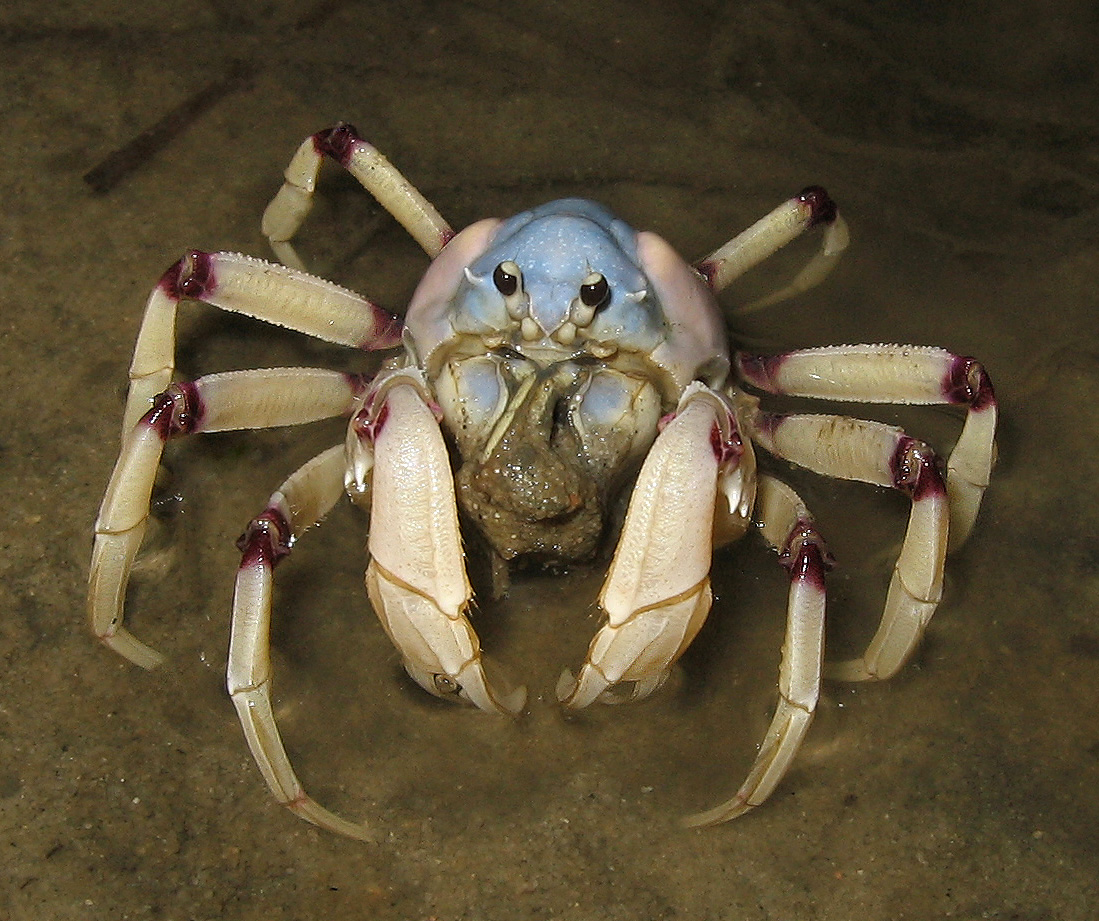
Krab Mictyris longicarpus.
Widoczne dobrze rozwinięte szczypce.

Szczypce – nazwa stosowana dla różnych elementów ciała stawonogów

## Skorupiaki
U skorupiaków szczypcami nazywane są przekształcone odnóża, występujące m.in. u krabów i raków. Szczypce u krabów mogą być niesymetryczne (np. kraby z rodzaju Uca). Służą one do przytrzymywania zdobyczy, a także do walki.

## Widłogonki
U widłogonków z grupy Japygida jednoczłonowe chwytne szczypce położone są na ostatnim segmencie odwłoka i powstają z przekształconych przydatek odwłokowych.

## Skorki
U skorków szczypcami nazywane są występujące na końcu odwłoka cęgi powstałe z przekształconych przysadek odwłokowych lub wyrostków rylcowych, pełniące funkcję obronną.